# Color Recipe
Color Recipe (カラーレシピ?, Karāre Shipi) è un manga Yaoi scritto e disegnato da Harada, serializzato dal 2015 al 2018 sulla rivista CIEL e successivamente raccolto in due volumi dall'editore Kadokawa Shoten. La divisione J-Pop di Edizioni BD ha tradotto e distribuito un'edizione in italiano del fumetto dal 6 marzo al 3 aprile 2019.

## Trama
Shoukichi è un parrucchiere che lavora nel salone di Mikado e che deve affrontare le molteplici difficoltà dell'essere impopolare, cosa causata dai suoi modi poco amichevoli ed estremamente seriosi. Fukusuke è un parrucchiere che, a differenza di Shoukichi possiede un carattere frivolo e sarcastico, viene assunto nello stesso salone dove lavora quest'ultimo.
Un giorno, Shoukichi lascia dormire Fukusuke a casa sua dato che quest'ultimo ha perso il treno. Mentre il primo dorme il secondo si intrufola nel suo letto comportandosi in maniera equivoca. A causa di ciò Shoukichi si arrabbia molto e si fa una pessima opinione di Fukusuke ma pian piano comincia a cambiare opinione nei suoi confronti.

## Volumi
| Nº | Data di prima pubblicazione | Data di prima pubblicazione | Data di prima pubblicazione | Data di prima pubblicazione |
| Nº | Giapponese                  | Giapponese                  | Italiano                    | Italiano                    |
| -- | --------------------------- | --------------------------- | --------------------------- | --------------------------- |
| 1  | 1º maggio 2018              | ISBN 978-4-403-66629-2      | 6 marzo 2019                | ISBN 978-88-3275-661-6      |
| 2  | 1º giugno 2018              | ISBN 978-4-403-66635-3      | 3 aprile 2019               | ISBN 978-88-3275-746-0      |